# 2095年6月2日日食
2095年6月2日日食为一次在协调世界时2095年6月2日出現的一次日全食。該次日食食分為1.0332，食甚維持時間3分18秒。

## 概述
這次日食的食分是1.0332，全食維持3分18秒。

## 基本參數
- 類型：日全食
- 食最大地點資料：
  - 日期：2095年6月2日
  - 時間：10時7分40秒
  - 地點：17S 37E
  - 食分：1.0332
  - 日全食持續時間：3分18秒

## 外部連結
- NASA未來日食資料（页面存档备份，存于）
- 可見區域圖和時間統計：由弗雷德·埃斯佩纳克做出的日食預報，NASA/GSFC
  - Google互動地圖呈現的日食範圍
  - 貝塞爾元素